# Gelbralle
Die Gelbralle (Coturnicops noveboracensis) ist eine relativ kleine Vogelart aus der Familie der Rallen. Ihre Verbreitung erstreckt sich vorwiegend über die nördlichen Teile des gemäßigten Nordamerikas östlich der Rocky Mountains, wo sie in Sümpfen, Seggenrieden und Feuchtwiesen brütet. Wie viele Rallen lebt die Art sehr versteckt, fällt aber zur Brutzeit durch die nächtlichen, klickenden Balzrufe der Männchen auf, die wie das rhythmische Aneinanderschlagen von kleinen Steinen klingen. Sie überwintert an der Atlantikküste und am nördlichen Golf von Mexiko von North Carolina bis Texas. Das lokal beschränkte Vorkommen einer eigenen Unterart in Mexiko wurde seit 1964 nicht mehr bestätigt.

## Beschreibung
Die Gelbralle ist mit 16–19 cm Körperlänge etwa so groß wie ein Star. Die Flügellänge liegt bei Männchen zwischen 73 und 93 mm, bei Weibchen zwischen 78 und 91 mm. Männchen wiegen 52–68 g, Weibchen 41–61 g. Äußerlich unterscheiden sich die Geschlechter kaum. Beim Männchen im Brutkleid ist der etwa 12–15 mm lange Schnabel gelb und wird nach der Brutzeit olivgrün bis schwärzlich olivfarben, beim Weibchen tritt die Gelbfärbung nur in Ausnahmefällen auf. Die Iris ist braun bis rotbraun, die Beine und Füße sind rötlich graubraun, bräunlich oder grünlich.
Adulte Vögel sind auf Stirn, Scheitel und Nacken überwiegend schwärzlich braun, auf dem unteren Nacken und oberen Rücken rötlich schwarzbraun, auf Rücken, Schultern, Bürzel, Schwanz und Schirmfedern schwarz. Die einzelnen Federn sind breit warm gelbbraun gesäumt, wobei die Federsäume auf der Oberseite ein Muster aus Längsstreifen bilden. Jede Feder trägt mindestens zwei schmale, weiße Querbänder. Das Muster ist auf Kopf und Nacken fein, auf der übrigen Oberseite sehr viel gröber. Der breite Überaugenstreif ist wie auch die Kopfseiten fleckig hell gelblichbraun. Davon heben sich der schwarze Zügel sowie ein dunkles Feld, das sich vom Auge über die oberen Ohrdecken zieht ab. Kinn und Kehle sind weißlich mit gelblich beiger Tönung. Vorderer Hals und Brust sind gelbbraun, Brust und Flanken etwas blasser gelbbraun. Die einzelnen Federn tragen einen recht variablen, diffus dunkelbraunen Endsaum. Die untere Brustmitte und der Unterbauch sind weißlich bis cremeweiß. Die Handschwingen sind matt bräunlich; die inneren oft mit weißlichem Spitzensaum, die äußerste auf der Außenfahne bis auf den distalen Teil weiß. Die Armschwingen sind überwiegend weiß und nur im basalen Teil sowie auf den Außenfahnen der äußeren drei bräunlich grau – ein Merkmal, das bei fliegenden Vögeln auffällt. Fittich und Handdecken sind braungrau und tragen manchmal ein feines, weißes Subterminalband. Die Außenfahne der äußersten Alulafeder ist weiß. Die Armdecken entsprechen in der Färbung dem Rücken. Achselfedern und Unterflügeldecken sind bis auf graubraune Basen weiß.
Über die korrekte Beschreibung des ersten Schlichtkleids herrscht in der Literatur Unklarheit. Nach Ansicht einiger Autoren sind immature Vögel insgesamt dunkler als adulte Vögel, andere beschreiben sie – umgekehrt – als blasser und heller. Das Jugendkleid ist bislang nicht beschrieben. Dunenjunge sind komplett schwarz mit grünlichem Glanz auf Scheitel und Kehle, einem hellrosa Schnabel, der nach etwa 16 Tagen weißlich und nach 24 Tagen grünlich wird. Beine und Füße sind graubraun. Es ist eine kleine Flügelklaue ausgeprägt.

## Mauser
Die Präjuvenalmauser beginnt im Alter von 12 Tagen, wenn die ersten beigen Federn zwischen den schwarzen Dunen zu sehen sind. Nach 18 Tagen überwiegen die Federn des Jugendkleids. Das Wachstum vom Schwingen und Steuerfedern ist etwa nach 35 Tagen abgeschlossen. Die Jugendmauser betrifft nur das Körpergefieder. Sie beginnt bei der Nominatform im Spätsommer oder Herbst und ist zwischen September und Oktober abgeschlossen.
Die Postnuptialmauser ist eine Vollmauser, bei der die Schwingen gleichzeitig abgeworfen werden. Die Vögel sind also für etwa zwei Wochen im August flugunfähig. Über eine mögliche Pränuptialmauser ist nichts bekannt.

## Stimme
Der Ruf der Männchen zur Brutzeit (Hörbeispiel) ist ein auffälliges Klicken, das klingt, als würde man zwei Kieselsteine zusammenschlagen. Es ist jedoch so laut, dass es bis zu einen Kilometer weit zu hören ist. Es wird meist nachts, seltener auch am Tage und manchmal lange Zeit (bis zu 17 Minuten ununterbrochen) vorgetragen. Die einzelnen Strophen sind etwa eine Sekunde lang und bestehen meist aus fünf (klick-klick … klick-klick-klick), manchmal aber auch aus vier Silben (klick-klick … klick-klick). Die Rufperiode endet meist Mitte Juli, erstreckt sich lokal aber auch durch den August.
Im Zusammenhang mit Paaraktivitäten im Nestbereich wurden ein absteigendes Gackern, klopfende und dumpf froschähnliche Laute festgestellt. Ein Quieken war von einem im Streit unterlegenen Vogel zu hören, keuchende Rufe von Weibchen in aggressiver Stimmung. Mit wimmernden Lauten lockt das Weibchen die Jungvögel heran und beim Hudern war ein ächzendes Geräusch zu vernehmen.

## Verhalten
Die Gelbralle verhält sich wie viele Rallen sehr heimlich. Sie hält sich meist in dichter Vegetation versteckt, durch die sie geschickt hindurchschlüpft und dabei eher an ein Säugetier, als an einen Vogel erinnert. Sie bewegt sich schreitend oder laufend vorwärts.  Beim Schreiten werden dabei die Füße in einer Linie genau voreinander gesetzt. Beim schnellen Laufen wird der Kopf vorgestreckt und das Gefieder angelegt; bisweilen werden die Flügel zum Ausbalancieren eingesetzt. Wird der Vogel aufgescheucht, fliegt er meist nur ein kurzes Stück und lässt sich dann wieder in die Vegetation fallen, wo er nicht selten reglos verharrt. Im Flug fallen die weißen Armschwingen auf und bei kurzen Strecken hängen die Beine mit den langen Zehen locker herab; der Vogel erhebt sich kaum über die Vegetation. Auf längeren Strecken, wie beispielsweise auf dem Zug werden die Beine nach hinten gestreckt. Die Art kann gut schwimmen und auch tauchen, setzt diese Fähigkeiten aber selten ein. Es wurde aber beobachtet, dass von Beutegreifern verfolgte Gelbrallen tauchend entkamen.
Die Gelbralle ist überwiegend tagaktiv, zur Brutzeit rufen die Männchen aber oft ganze Nächte hindurch. An Vögeln in Gefangenschaft ließ sich beobachten, dass sie, wenn sie nicht riefen, den größten Teil der Nacht schlafend verbrachten. Dabei standen die Vögel auf einem Bein mit auf die Schulter gelegtem Kopf, den Schnabel oft im Gefieder verborgen.

## Verbreitung
Die Brutverbreitung der Gelbralle erstreckt sich überwiegend östlich der Rocky Mountains über das mittlere und südöstliche Kanada sowie den Nordosten der Vereinigten Staaten. Innerhalb ihres Verbreitungsgebietes kommt die Art nur recht zerstreut vor. Ein kleines, disjunktes Vorkommen wurde 1982 im südlichen Oregon wiederentdeckt und 1985 möglicherweise ein weiteres im östlichen Kalifornien. Ein lokales Vorkommen im oberen Tal des Río Lerma in Mexiko konnte seit 1964 nicht wieder bestätigt werden.
Das Hauptareal reicht etwa vom Great Slave Lake über große Teile Albertas, Saskatchewan und Manitoba bis in den Westen der James Bay sowie ins östliche Québec, nach New Brunswick und möglicherweise Nova Scotia. Südwärts erstreckt es sich etwa bis in den äußersten Nordosten Montanas, North Dakota, das nördliche Minnesota, Wisconsin, die Untere Halbinsel von Michigan, Süd-Ontario und Maine.

## Wanderungen
Die Gelbralle überwintert in Küstensümpfen entlang der Atlantikküste und des Golfs von Mexiko, wo sie von North Carolina südwestwärts bis ins südliche Texas vorkommt. Vereinzelte Winternachweise stammen aus Kalifornien, ein Vogel wurde auf Grand Bahama festgestellt. Über das Zugverhalten ist wenig bekannt; Totfunde an Fernsehtürmen legen nahe, dass die Art nachts zieht. Zudem gibt es einige Beobachtungen, die vermuten lassen, dass sie zumindest teilweise in Trupps sowie in breiter Front über den Kontinent zieht.
Die Ankunftsdaten in den Brutgebieten liegen zwischen Ende April und Ende Mai; die Vögel verlassen die Brutgebiete im September. Teilweise wird die Art noch bis in den Oktober hinein festgestellt. In den Winterquartieren konnten Gelbrallen frühestens am 6. Oktober und spätestens noch am 1. Mai beobachtet werden.

## Systematik und Fossilien
Die Gelbralle ist eng mit der kleineren, in Ostasien beheimateten Mandschurenralle (Coturnicops exquisitus) verwandt, über die nur sehr wenig bekannt ist. Einige Autoren betrachten sie als Unterart der Gelbralle, meist werden beide jedoch heute als eigene Arten in einer Superspecies vereinigt.
Fossilienfunde der Gelbralle stammen aus dem späten Pleistozän (Rancholabreum) und sind knapp 400.000 Jahre alt. Die Art wurde in Florida, Missouri und Tennessee gefunden. In Mohave County, Arizona, wurden Reste eines Vogels der gleichen Gattung aus dem späten Hemphillium entdeckt, der von der heutigen Art nicht zu unterscheiden ist. Einen vermutlichen Vorfahren fand man mit Coturnicops avita in Idaho; er hat vor etwa 3,5 Millionen Jahre gelebt (spätes Blancum).

## Geografische Variation
Die geografische Variation der Gelbralle umfasst die Größe, die Gefiederfarbe adulter Vögel und die Ausprägung der Fleckung bei Vögeln im ersten Ruhekleid. Es werden zwei Unterarten anerkannt, zwei weitere (richii und emersoni) in die Nominatform eingegliedert. Die lokal in Mexiko vorkommende Unterart goldmani ist vermutlich ausgestorben – das Vorkommen wurde seit 1964 nicht mehr bestätigt. Vögel dieser Unterart sind größer, oberseits dunkler mit schwärzerem Scheiten und schwarzstreifigem Nacken. Den immaturen Vögeln fehlt die weißliche Fleckung an den Kopfseiten und Flanken.
- C. n. noveboracensis (Gmelin, 1789) – mittleres und südöstliches Kanada, nördliche Mitte und Nordosten der USA
- C. n. goldmani (Nelson, 1904) – Sümpfe des Río Lerma bei Lerma und San Pedro Techuchulco im mittleren Mexiko (Vorkommen wohl erloschen)

## Lebensraum
Die Nominatform der Gelbralle besiedelt die trockeneren Randbereiche von Sümpfen, die von dichten Beständen aus relativ niedrigen Seggen und anderen Gräsern oder Binsen dominiert sind. Häufig ist sie in reinen Beständen der Faden-Segge anzutreffen, oder dort wo diese mit anderen Seggen, Simsen, Binsen, Reitgräsern, Sumpfbinsen oder Dulichium arundinaceum vergesellschaftet ist. Sie kommt auch in Feuchtwiesen, aber nur sehr selten in Rohrkolbenbeständen vor. In Kanada brütet sie auch in Brackwassersümpfen. Der Wasserstand an den Nistplätzen liegt zwischen 0 und 12 cm; der Boden sollte mindestens staunaß sein; maximal wurde 46 cm tiefes Wasser an einer Stelle festgestellt, an der ein Männchen rief. Bevorzugt werden größere Flächen, die Raum für mehrere Brutpaare bieten. Die Habitatqualität sinkt mit aufkommender Verbuschung. In trockeneren Jahre sinkt die Siedlungsdichte.
Auf dem Zug und im Herbst tritt die Gelbralle auch in der Prärie und im Feuchtgrünland, in Mähwiesen und Getreidefeldern auf. Im Winterquartier ist sie in Salzwiesen und küstennahen Sümpfen zu finden. Sie bevorzugt dort die trockeneren Abschnitte von Schlickgrasbeständen sowie Reisfelder.
Die Habitate der vermutlich ausgestorbenen mexikanischen Unterart C. n. goldmani wurden als extensiv beweitetes Feuchtgrünland mit horstartig wachsenden Gräsern, Seggen- und Rohrkolbensümpfen in über 2500 m Höhe beschrieben. Die Höhe des Bewuchses lag bei unter 50 cm.

## Ernährung
Die Gelbralle ernährt sich von Regenwürmern, kleinen Wasserschnecken, im und am Wasser lebenden Insekten und anderen Gliederfüßern sowie Sämereien. Die Nahrung wird in Bereichen mit flachem Wasser innerhalb von dichter Vegetation gesucht und vom Boden, von Pflanzen und aus dem 3–4 cm tiefen Wasser gelesen. Die Nahrungssuche erfolgt am Tage.
Die verbreitete Aussage, Wasserschnecken würden die Hauptnahrung dieser Art ausmachen, wurde durch quantitative Studien nicht bestätigt. Das Nahrungsspektrum scheint hingegen sehr breit zu sein. Zu den Beutetieren zählen neben Regenwürmern und kleinen Schnecken Asseln, Tausendfüßer, Spinnen, Käfer, Schaben, Wanzen, Heuschrecken und Grillen, Ameisen und Dipterenlarven. Vor allem im Herbst und Winter stellen Sämereien zwischen 2 und 10 % der Nahrung, darunter Samen von Seggen und anderen Sauergräsern, Borstenhirsen und Vogelknöterichen.

## Fortpflanzung
Vermutlich ist die Gelbralle monogam, in Gefangenschaft wurde jedoch sukzessive Polygynie festgestellt und im Revier eines Männchens im Freiland wurden zwei brütende Weibchen vorgefunden. Junge Gelbrallen brüten vermutlich bereits im zweiten Kalenderjahr.
Die Paarbildung erfolgt vermutlich im Brutgebiet, in dem die Vögel etwa zwischen Ende April und Ende Mai eintreffen. Die Männchen besetzen Reviere und beginnen ausdauernd zu rufen sowie innerhalb des Territoriums zu patrouillieren. Die Reviere sind 5,8–10,5 ha groß und können sich etwas überlappen, was eine gewisse Geselligkeit vermuten lässt. Die Männchen zeigen nur eine geringe Reviertreue, so dass das gleiche Revier in aufeinanderfolgenden Jahren von unterschiedlichen Männchen besetzt sein kann.
Nestbauaktivitäten beginnen bis zu einem Monat vor der Eiablage. Beide Partner legen Nestmulden an, jedoch werden Nester nur von Weibchen gebaut. Es kann neben dem Brutnest mehrere weitere geben, die zum Hudern genutzt werden. Das Nest steht gut versteckt in Seggen- oder anderen Sauergrasbeständen an Orten mit bis zu 15 cm Wassertiefe oder staunassem Boden. Es ist ein 3–8 cm hoher Napf mit 7–10 cm Durchmesser und 2,5–4 cm Wandstärke, der aus feinen Seggen- und Grashalmen besteht und von der darüberliegenden Vegetation nach oben verdeckt wird. Wird diese beiseitegeschoben, ist das Weibchen bemüht, den alten Zustand möglichst schnell wiederherzustellen.
Nachdem das Nest fertiggestellt ist beginnt das Weibchen mit der Eiablage und legt jeden Tag ein Ei. Das Gelege besteht aus 5–10 ovalen, manchmal etwas länglichen Eiern von etwa 29 × 20 mm Größe, die auf cremefarbenem Grund kräftig rötlich braun gefleckt sind, wobei sich die Flecken am stumpfen Ende kranzförmig verdichten. Es wird vom Weibchen etwa 17–18 Tage lang bebrütet. Es bleibt nachts die ganze Zeit auf den Eiern, tagsüber legt es kurze Pausen ein, die es zum Baden, Putzen und Fressen nutzt.
Die Jungen sind Nestflüchter, die teilweise bereits etwa 15 Stunden nach dem Schlüpfen, manchmal aber auch erst nach zwei Tagen das Nest verlassen und dem Weibchen folgen. Sie verwenden die Flügelkralle, um in der Vegetation zu klettern oder zurück ins Nest zu steigen. Nach etwa fünf Tagen sind sie in der Lage, selbständig Nahrung zu suchen, werden aber noch etwa drei Wochen vom Weibchen gefüttert und gehudert, bevor sie völlig selbstständig sind. Nach 18 Tagen sind sie vollständig befiedert, nach 35 Tagen werden sie flügge.